# Doon, Iowa
Doon är en ort i Lyon County i Iowa. Vid 2020 års folkräkning hade Doon 619 invånare.